# Sanctuary (americká hudební skupina)
Sanctuary (v překladu z angličtiny svatyně) je americká metalová kapela založená v roce 1983 (některé zdroje uvádějí rok 1985) v Seattlu ve státě Washington.

Tvorba Sanctuary zasahuje do více žánrů, jako jsou power metal, thrash metal, groove metal nebo progressive metal.
Debutové studiové album Refuge Denied vyšlo v roce 1988 a produkoval ho frontman Megadeth Dave Mustaine.
V první etapě své existence kapela fungovala do roku 1992, poté se zpěvák Warrel Dane, baskytarista Jim Sheppard a kytarista Jeff Loomis po neshodách rozhodli odejít a založit skupinu Nevermore.

Znovu byla obnovena po 18 letech v roce 2010.

## Diskografie

### Dema
- Sanctuary (1986)
- Refuge Denied promo (1994)

### Studiová alba
- Refuge Denied (1988)
- Into the Mirror Black (1990)
- The Year the Sun Died (2014)

### EP
- Into the Mirror Live / Black Reflections (1990)

### Kompilace
- Refuge Denied / Into the Mirror Black (2010)
- Inception (2017)